# 중령
중령(中領/육군, 공군, 해병대 : lieutenant colonel/해군, 해안경비대 : commander) 또는 중좌(中佐)는 여러 나라에서 육군하고 대부분의 해군, 일부 공군에 사용되는 장교의 군사 계급이다. 
육군, 공군, 해병대 중령의 계급은 대화나 비공식적인 회신에서 종종 줄여서 간단하게 ' 대령 (colonel)'으로 불리기도 한다. 중령의 계급장은 대나무꽃 2개이며 정년 연령은 만 53세이다.
- 육군 : 대대장, 부연대장.
- 해군 : 고속함이상. 중형급 군함(1,500톤급 미만) 함장.
- 공군 : 정비대대장.
  - 조종 : 참모급(작전, 정보, 훈련 등) ㅡ> 비행대대장

## 계급장
- 대한민국 국군 계급장

| 영관 (領官) |             | 공통 | 육군 (포제 정장) | 육군 (포제 견장) | 육군 (금속제) | 해군 | 해병대 | 공군 |
| 영관 (領官) | 중령 (中領) |      |                  |                  |               |      |        |      |

## 나라별 OF-4 명칭

### 과거
- 대한제국 - 부령(副領)
- 일본 제국 - 中佐 →중좌

### 현재
- 대한민국 - 중령(中領)
- 일본
  - 육상자위대 - 2等 陸佐(2등 육좌)→니토우 리쿠사
  - 해상자위대 - 2等 海佐(2등 해좌)→니토우 카이사
  - 항공자위대 - 2等 空佐(2등 공좌)→니토우 쿠우사
- 조선민주주의인민공화국 - 중좌(中佐)
- 대만 - 中校 →중교
- 중국 - 中校 →중교
- 태국
  - พันโท →육군중령
  - นาวาโท →해군중령
  - นาวาอากาศโท →공군중령
- 프랑스
  - Lieutenant-colonel →육군, 공군, 국가헌병대중령
  - Capitaine de frégate →해군중령
- 미국
  - Lieutenant Colonel →육군, 공군, 해병대, 우주군 중령
  - Commander →해군, 해안경비대 중령
- 영국
  - Lieutenant Colonel →육군, 해병대중령
  - Commander →해군중령
  - Wing Commander →공군중령
- 독일
  - 육군, 공군 : 중령(Oberstleutnant)→오버스트 로이트난트
  - 해군 : 중령(Fregattenkapitän)→프레가텐 카피텐